# André Étienne d'Audebert de Férussac
André Étienne Justin Pascal Joseph François d'Audebert de Férussac (Chartron, 30 dicembre 1786 – Parigi, 21 gennaio 1836) è stato un naturalista e politico francese noto soprattutto per i suoi studi sui molluschi.
Nacque a Chartron, nei pressi di Lauzerte, nell'allora provincia di Quercy (ora nel dipartimento di Tarn e Garonna), figlio di Jean Baptiste Louis d'Audibert de Férussac e Marie Catherine Josèphe de Rozet, e fu professore di geografia e statistica presso l'École d'état-major di Parigi.

## Taxa
Férussac classificò e descrisse numerosi taxa di gasteropodi, inclusi:
- Cochlodina Férussac, 1821, genere di lumache terrestri.
- Helicostyla Férussac, 1821, genere di lumache terrestri.

Vari altri taxa furono nominati in suo onore, incluso:
- Ferussaciidae Bourguignat, 1883,[1], famiglia di lumaca terrestre.

## Opere
- Férussac A. E. J. P. J. F. d'Audebard de 1821–1822. Tableaux systématiques des animaux mollusques classés en familles naturelles, dans lesquels on a établi la concordance de tous les systèmes; suivis d'un prodrome général pour tous les mollusques terrestres ou fluviatiles, vivants ou fossiles. pp. j-xlvij [= 1-47], [1], 1–110, [1]. Paris, Londres. (Bertrand, Sowerby).
- Le prime 28 parti di Histoire naturelle générale et particulière des mollusques terrestres et fluviatiles, su molluschi terrestri e d'acqua dolce (4 volumi, 1819–1832), originariamente iniziata da suo padre e successivamente completata da Gérard Paul Deshayes.
- L'introduzione e le prime 11 parti di Histoire naturelle générale et particulière des céphalopodes acétabulifères (Paris, 1834-5), successivamente rivisto e completato da Alcide d'Orbigny.

Fu anche, dal 1822, editore del Bulletin général et universel des annonces et des nouvelles scientifiques.
| Férussac è l'abbreviazione standard utilizzata per le piante descritte da André Étienne d'Audebert de Férussac. Consulta l'elenco delle piante assegnate a questo autore dall'IPNI. |

| Férussac è l'abbreviazione standard utilizzata per le specie animali descritte da André Étienne d'Audebert de Férussac. Categoria:Taxa classificati da André Étienne d'Audebert de Férussac |